# فارمرویل (لوئیزیانا)
فارمرویل (به انگلیسی: Farmerville) شهری در ایالت لوئیزیانا کشور ایالات متحده آمریکا است که جمعیت آن در سرشماری سال ۲۰۱۰ میلادی، ۳٬۸۶۰ نفر بوده‌است.